# Colin Baigent
Colin Baigent FMedSci é professor de epidemiologia na Universidade de Oxford e especialista em epidemiologia cardiovascular e estudos em grande escala. Ele liderou o ensaio Study of Heart and Renal Protection (SHARP) na universidade, que foi o maior já realizado em pacientes com doença renal crónica moderada a grave.